# Linda Kasabian
Linda Kasabian (rozená Drouin, 21. června 1949 – 21. ledna 2023) byla Američanka, která byla členkou náboženské sekty (nového náboženského hnutí) Rodina. S Charlesem Mansonem, vůdcem skupiny, se seznámila až v červenci 1969. Spolu s dalšími členy se v srpnu 1969 účastnila (primárně jako řidička) akce, při níž byla zavražděna herečka Sharon Tate a další lidé, kteří v té době byli ve stejném domě. Byla také vyšetřována, ale podařilo se jí dokázat míru ovlivnění ze strany Mansona, ačkoli on sám přím nevraždil.).  Později u soudu svědčila celkem 30 dní proti Mansonovi, stejně jako proti Charlesovi „Tex“ Watsonovi a Leslie Van Houten. Nějaký čas žila v komunitě hippies a pracovala jako kuchařka. V roce 2009 se podílela na dokumentárně-dramatickém filmu Manson. Žila v Tacomě ve státě Washington, kde také 21. ledna 2023 zemřela.

## Vliv
Kasabianová se podle některých pozorování religionistů prosadila do obecného povědomí vlastním příkladem toho, že vůdce společenství může být svým náboženským působením spoluodpovědný za činy, které v důsledku tohoto působení spáchají jeho stoupenci.